# Песчаная (река, впадает в Балтийское море)
Песчаная (фин. Kaltonjoki) — река в Финляндии и России (Выборгский район Ленинградской области). Впадает в Финский залив Балтийского моря. Площадь бассейна — 197 км². Длина российской части — 23 км.
Берёт начало в Финляндии из озера Ала-Саммалинен (27,9 м нум). Через километр пересекает государственную границу и течёт в юго-восточном направлении по лесистой местности. Миновав посёлки Кондратьево и Можжевельниково река принимает справа 12-и километровый правый приток — ручей Песчаный. Далее река протекает через посёлок Горка и впадает в Финский залив.

## Данные водного реестра
По данным государственного водного реестра России относится к Балтийскому бассейновому округу, водохозяйственный участок реки — Реки и озера бассейна Финского залива от границы РФ с Финляндией до северной границы бассейна р. Нева, речной подбассейн реки — Нева и реки бассейна Ладожского озера (без подбассейна Свирь и Волхов, российская часть бассейнов). Относится к речному бассейну реки Нева (включая бассейны рек Онежского и Ладожского озера).
Код водного объекта в государственном водном реестре — 01040300512102000007976.